# Ștefan Pop
Ștefan Pop (Bistrița, 16 febbraio 1987) è un tenore rumeno.

## Biografia
Nato e cresciuto a Bistrița, si è avvicinato alla musica classica studiando il violino dall'età di sette anni. Ha studiato canto alla Gheorghe Dima National Music Academy, dove si è diplomato nel 2010. 
È sposato e ha due figlie.

## Carriera

### Anni 2000/2010
Ha fatto il suo debutto sulle scene nel 2009 cantando come Paolino ne Il matrimonio segreto a Cluj-Napoca, a cui è seguito l'esordio all'Opera Nazionale Rumena come Nemorino ne L'elisir d'amore; nello stesso anno ha fatto il suo debutto internazionale come Alfredo ne La traviata al Teatro dell'Opera di Roma. L'anno dopo ha vinto il Premio Operalia, istituito da Plácido Domingo, al Teatro alla Scala e, sempre nel 2010, ha esordito alla Wiener Staatsoper come Alfredo ne La traviata; nel corso della stagione ha cantato il ruolo anche nella natia Romania, ad Atene e ad Amburgo con Edita Gruberova, oltre a fare il suo esordio al Teatro Verdi di Trieste come Nemorino ne L'elisir d'amore.
Ne 2011 è Alfredo all'Opera israeliana e all'Oper Frankfurt e esordisce come Otello all'Opernhaus Zürich. Nel 2012 è Rodolfo ne La bohème a Berlino, Alfredo al Teatro Massimo di Palermo ed esordisce alla Royal Opera House come Nemorino ne L'elisir d'amore. Nel 2013 è il Duca di Mantova in Rigoletto alla Deutsche Oper am Rhein, al Teatro Carlo Felice e al Teatro di San Carlo, nonché Alfedo ad Amburgo e al Teatro Bol'šoj e l'eponimo protagonista del Faust a Bucharest. Nel 2014 esordisce al Festival di Salisburgo in Der Rosenkavalier, nel 2015 fa il suo debutto all'Opéra National de Paris come Don Ottavio in Don Giovanni e torna a a Napoli come Alfredo. L'anno seguente ritorna a Genova come eponimo protagonista del Roberto Devereux ed è Alfredo al Teatro Massimo Bellini e al Gran Teatro La Fenice. Nel 2016 esordisce come Pollione nella Norma al Teatro Real e torna alla Fenice come Foresto nell'Attila.
Nel 2017 è Rodolfo al Teatro Regio di Parma, il Duca di Mantova a Genova ed Edgardo nella Lucia di Lammermoor al Teatro Comunale di Bologna. Nel 2018 canta nel Rigoletto e Roberto Devereux a Parma, nella Norma a Genova, è Gabriele Adorno in Simon Boccanegra a Bologna, canta alla Fenice come Alfredo e Pollione e torna a Palermo nei panni del Duca di Mantova e Rodolfo. Nel 2019 esordisce al Teatro Regio di Torino in Rigoletto, fa il suo debutto come Pinkerton nella Madama Butterfly a Venezia e riprende il ruolo (insieme a quello di Rodolfo) al Festival Puccini; canta inoltre come Jacopo ne I due Foscari a Parma (titolo d'apertura del Festival Verdi), come Rodolfo a Vienna, Venezia e Bucharest e vince l'Oscar della Lirica nella sezione "New Generation".

### Anni 2020
L'anno 2000 è costellato da cancellazioni causate dalla pandemia di COVID-19, ma esordisce comunque nella Lucrezia Borgia a Trieste e nel Nabucco a Torino accanto a Leo Nucci. Nel 2021 esordisce al Teatro Comunale di Modena nel Rigoletto e canta nuovamente il ruolo del Duca accanto a Nucci in un allestimento diretto da Domingo a Taormina; nell'autunno dello stesso anno canta in Madama Butterfly all'Opera di Stato di Berlino e nella Bohème a Palermo accanto ad Angela Gheorghiu. È sempre accanto alla compatriota Gheorghiu che fa il suo debutto nel ruolo di Cavaradossi nella Tosca in scena alla Royal Opera House nel 2022 e, nel corso della stagione, torna al Covent Garden anche nell'Attila e ne La bohème; sempre nello stesso anno canta nella Norma e nel Requiem (Verdi) a Parma, nella Lucrezia Borgia a Bologna e ancora come Rodolfo a Berlino e Bucarest.
Nel 2023 canta alla Staatsoper Unter den Linden in diverse occasioni (Madama Butterfly, Don Carlo, La bohème), canta il Requiem verdiano all'Opera di Roma, è Pollione nella Norma a Genova e Bologna, Cavaradossi ad Amburgo, Pinketorn a Francoforte, il Duca di Mantova alla Royal Opera House accanto alla Gilda di Pretty Yende e fa il suo debutto nel Macbeth alla Bayerische Staatsoper. Nel 2024 è Don Carlo a Dresda, Pinkerton all'Opéra Bastille, Adorno nel Simon Boccanegra a Roma e Rodolfo al Covent Garden. Nel 2025 è Faust alla Royal Opera House, Don Carlo all'Opera Nazionale Finlandese e Pinkerton alla Bayeriche Staatsoper.

## Videografia (parziale)
| Anno | Titolo Ruolo                                | Cast                                                | Direttore             | Etichetta |
| ---- | ------------------------------------------- | --------------------------------------------------- | --------------------- | --------- |
| 2016 | Roberto Devereux                            | Mariella Devia, Mansoo Kim, Sonia Ganassi           | Francesco Lanzillotta | Dynamic   |
| 2019 | Elisabetta al castello di Kenilworth Warney | Carmela Remigio, Xabier Anduaga                     | Riccardo Frizza       | Dynamic   |
| 2019 | I due Foscari Jacopo                        | Giacomo Prestia, Vladimir Stoyanov, Maria Katzarava | Paolo Arrivabeni      | Dynamic   |